# WWE SummerSlam (2016)
Der 29. WWE SummerSlam 2016 war eine Wrestling-Veranstaltung der WWE, die als Pay-per-View und auf dem WWE Network ausgestrahlt wurde. Sie fand am 21. August 2016 im Barclays Center in New York City, New York, Vereinigte Staaten statt. Es war die 29. Austragung des SummerSlam seit 1988. Die Veranstaltung fand zum zweiten Mal nach 2015 im Barclays Center und zum fünften Mal nach 1988, 1991, 1998 und 2015 in New York City sowie im Bundesstaat New York statt.

## Hintergrund
Im Vorfeld der Veranstaltung wurden 13 Matches angesetzt, davon drei für die Pre-Show. Diese resultierten aus den Storylines, die in den Wochen vor dem SummerSlam bei Raw und SmackDown Live, den wöchentlichen Shows der WWE, gezeigt wurden. Als Hauptkampf wurde ein Singles-Match zwischen dem zu Raw gehörenden Brock Lesnar und dem zu SmackDown Live gehörenden Randy Orton angesetzt.

## Ergebnisse
| Matchart                                                | |                               | | Zeit  |
| ------------------------------------------------------- | --- | ----------------------------- | --- | ----- |
| Zwölf-Mann-Tag-Team-Match (Pre-Show-Match)              | American Alpha (Chad Gable & Jason Jordan), The Hype Bros (Mojo Rawley & Zack Ryder) & The Usos (Jey Uso & Jimmy Uso) | bes.                          | Breezango (Fandango & Tyler Breeze), The Ascension (Konnor & Viktor) & The Vaudevillains (Aiden English & Simon Gotch) | 14:32 |
| Tag-Team-Match (Pre-Show-Match)                         | Neville & Sami Zayn                                                                                                   | bes.                          | The Dudley Boyz (Bubba Ray Dudley & D-Von Dudley)                                                                      | 07:55 |
| Best-of-Seven-Series-Match #1 (Pre-Show-Match)          | Sheamus | bes.                          | Cesaro | 14:10 |
| Tag-Team-Match                                          | Chris Jericho & Kevin Owens                                                                                           | bes.                          | Big Cass & Enzo Amore                                                                                                  | 12:08 |
| Singles-Match um die WWE Women’s Championship           | Charlotte | bes.                          | Sasha Banks (C) | 13:51 |
| Singles-Match um die WWE Intercontinental Championship  | The Miz (C) | bes.                          | Apollo Crews | 05:45 |
| Singles-Match                                           | AJ Styles | bes.                          | John Cena | 23:10 |
| Tag-Team-Match um die WWE Tag Team Championship         | Karl Anderson & Luke Gallows                                                                                          | bes. (durch DQ)               | The New Day (Kofi Kingston & Xavier Woods) (C)                                                                         | 09:09 |
| Singles-Match um die WWE World Championship             | Dean Ambrose (C) | bes.                          | Dolph Ziggler | 15:18 |
| Sechs-Frauen-Tag-Team-Match                             | Alexa Bliss, Natalya & Nikki Bella                                                                                    | bes.                          | Becky Lynch, Carmella & Naomi                                                                                          | 11:04 |
| Singles-Match um die vakante WWE Universal Championship | Finn Bálor | bes.                          | Seth Rollins | 19:24 |
| Singles-Match um die WWE United States Championship     | Rusev (C) | No Contest                    | Roman Reigns | –     |
| Singles-Match                                           | Brock Lesnar | bes. (durch Referee Stoppage) | Randy Orton | 11:45 |